# Zehneck
In der Geometrie ist das Zehneck oder Dekagon (von altgriechisch δέκα déka, deutsch ‚zehn‘ und γωνία gōnía, deutsch ‚Winkel, Ecke‘) ein beliebiges Polygon mit zehn Seiten und zehn Ecken.
Im Weiteren wird das regelmäßige Zehneck behandelt. Es hat gleich lange Seiten und seine Ecken liegen auf einem gemeinsamen Umkreis. Die auf diesem Wege gegebene geometrische Figur besteht also aus zehn kongruenten goldenen Dreiecken erster Art.
Der diesem Zehneck einbeschriebene, einzig mögliche Stern (grün) mit dem Schläfli-Symbol {10/3, 10/7} heißt Dekagramm.

## Formeln
| Mathematische Formeln zum regelmäßigen Zehneck | Mathematische Formeln zum regelmäßigen Zehneck | Mathematische Formeln zum regelmäßigen Zehneck |
| ---------------------------------------------- | --- | ---------------------------------------------- |
| Seitenlänge                                    | {\displaystyle {\begin{aligned}a&=2\cdot r_{u}\cdot \sin \left({\frac {180^{\circ }}{10}}\right)\\&=r_{u}\cdot \left({\frac {\sqrt {5}}{2}}-{\frac {1}{2}}\right)\end{aligned}}} | Größen des Zehnecks                            |
| Länge der Diagonalen                           | {\displaystyle d_{2}={\frac {1}{2}}\cdot {\sqrt {10+2{\sqrt {5}}}}\cdot a\approx 1{,}902\cdot a}                                                                                 | Größen des Zehnecks                            |
| Länge der Diagonalen                           | {\displaystyle d_{3}={\frac {3+{\sqrt {5}}}{2}}\cdot a\approx 2{,}618\cdot a} | Größen des Zehnecks                            |
| Länge der Diagonalen                           | {\displaystyle d_{4}=2\cdot r_{i}={\sqrt {5+2{\sqrt {5}}}}\cdot a\approx 3{,}078\cdot a}                                                                                         | Größen des Zehnecks                            |
| Länge der Diagonalen                           | {\displaystyle d=2\cdot r_{u}=(1+{\sqrt {5}})\cdot a\approx 3{,}236\cdot a} | Größen des Zehnecks                            |
| Inkreisradius                                  | {\displaystyle r_{i}={\frac {1}{2}}\cdot {\sqrt {5+2{\sqrt {5}}}}\cdot a\approx 1{,}539\cdot a}                                                                                  | Größen des Zehnecks                            |
| Umkreisradius                                  | {\displaystyle r_{u}={\frac {1+{\sqrt {5}}}{2}}\cdot a\approx 1{,}618\cdot a} | Größen des Zehnecks                            |
| Zentriwinkel                                   | {\displaystyle \alpha ={\frac {360^{\circ }}{10}}=36^{\circ }} | Größen des Zehnecks                            |
| Innenwinkel                                    | {\displaystyle \delta =180^{\circ }-\alpha =144^{\circ }} | Größen des Zehnecks                            |
| Flächeninhalt                                  | {\displaystyle A={\frac {5}{2}}\cdot {\sqrt {5+2{\sqrt {5}}}}\cdot a^{2}\approx 7{,}694\cdot a^{2}}                                                                              | Größen des Zehnecks                            |

### Berechnung des Flächeninhalts
Der Flächeninhalt {\displaystyle A} eines regelmäßigen Zehnecks mit der Seitenlänge {\displaystyle a} berechnet sich wie folgt:
{\displaystyle A={\frac {10\cdot a^{2}}{4}}\cdot \cot \left({\frac {\pi }{10}}\right)={\frac {5}{2}}\cdot {\sqrt {5+2{\sqrt {5}}}}\cdot a^{2}\approx 7{,}694\cdot a^{2}}

## Konstruktion eines Zehnecks
Ein regelmäßiges Zehneck ist mit Zirkel und Lineal konstruierbar.

### Konstruktion bei gegebenem Umkreis

Regelmäßiges Zehneck nach Euklid,
M̅G̅ ist gleich der Seitenlänge a

#### Konstruktion nach Euklid
1. Führe die Konstruktionsschritte zu einem regelmäßigen Fünfeck nur soweit aus, bis dessen Seitenlänge durch die Strecke E3G bestimmt ist.[2] In der vertikalen Achse des Achsenkreuzes ergeben sich dabei die Eckpunkte E3 und E8.
2. Übertrage die so bestimmte Fünfeckseite E3G auf den Umkreis, es ergibt sich der erste Eckpunkt E1 des entstehenden Zehnecks.
3. Halbiere den Winkel E1ME3 (Zentriwinkel eines Fünfecks), es ergibt sich der zweite Eckpunkt E2 und somit die erste Seite E1E2 des Zehnecks.
4. Bestimme die restlichen Eckpunkte durch Abtragen der Strecke E1E2 auf den Umkreis entgegen dem Uhrzeigersinn.
5. Verbinde die benachbarten Eckpunkte miteinander, damit ist das Zehneck fertiggestellt.

#### Alternative (1)
Vorüberlegung
Der Mittelpunkt M des Umkreises teilt die Strecke AG im Goldenen Schnitt. Darin ist der sogenannte Minor die Strecke MG, für diese gilt:
{\displaystyle {\overline {MG}}={\frac {\sqrt {5}}{2}}-{\frac {1}{2}}.}
Für die Seitenlänge a des Zehnecks gilt:
{\displaystyle a=2\cdot \sin \left({\frac {180^{\circ }}{10}}\right),}
wegen
{\displaystyle a-{\overline {MG}}=2\cdot \sin \left({\frac {180^{\circ }}{10}}\right)-\left({\frac {\sqrt {5}}{2}}-{\frac {1}{2}}\right)=0,}
gilt auch
{\displaystyle a={\overline {MG}}.}
Konstruktion
1. Führe die Konstruktionsschritte zu einem regelmäßigen Fünfeck nur soweit aus, bis dessen Seitenlänge durch die Strecke E3G bestimmt ist. Die Länge der Strecke MG entspricht der gesuchten Seitenlänge a des Zehnecks.
2. Trage ab dem Punkt E3 die Seitenlänge a neunmal entgegen dem Uhrzeigersinn auf dem Umkreis ab.
3. Verbinde die benachbarten Eckpunkte miteinander, damit ist das Zehneck fertiggestellt.

#### Alternative (2)
1. Konstruiere die fünf Eckpunkte eines regelmäßigen Fünfecks (Zentriwinkel {\textstyle {\frac {360^{\circ }}{5}}} = 72°), entsprechend der Konstruktion mit Zirkel und Lineal bei gegebenem Umkreis.
2. Ziehe eine Linie von jeder Ecke des Fünfecks durch den Mittelpunkt des Kreises bis auf die Umkreislinie. Somit sind alle zehn Eckpunkte bestimmt.
3. Verbinde die benachbarten Eckpunkte miteinander, damit ist das Zehneck fertiggestellt.

### Konstruktion bei gegebener Seitenlänge

Regelmäßiges Zehneck bei gegebener Seitenlänge, Animation siehe

1. Bezeichne die Endpunkte der Seitenlänge a mit E1 und E10
2. Zeichne einen Kreisbogen um E1 mit dem Radius E1E10 durch E10.
3. Konstruiere eine Senkrechte zur Seitenlänge a ab E1 bis sie den Kreisbogen um E1 in A schneidet.
4. Zeichne einen Kreisbogen um E10 mit dem Radius E1E10 durch E1, es ergeben sich die Schnittpunkte B und C.
5. Zeichne eine gerade Linie ab C durch B (Mittelsenkrechte), sie schneidet die Seitenlänge a in D.
6. Verlängere die Seitenlänge a ab E1.
7. Zeichne einen Kreisbogen um D mit dem Radius AD bis er die Verlängerung der Seitenlänge a in F schneidet.
8. Zeichne einen Kreisbogen um E10 mit dem Radius E10F, er schneidet die Mittelsenkrechte von E1E10 im Mittelpunkt M des Umkreises vom gesuchten Zehneck.
9. Zeichne den Umkreis des entstehenden Zehnecks um M mit dem Radius R = ME10.
10. Bestimme die restlichen Eckpunkte durch Abtragen der Seitenlänge a auf den Umkreis entgegen dem Uhrzeigersinn.
11. Verbinde die benachbarten Eckpunkte miteinander, damit ist das Zehneck fertiggestellt.

Der Mittelpunktswinkel {\displaystyle \mu } mit der Winkelweite {\displaystyle {\tfrac {360^{\circ }}{10}}=36^{\circ }} ergibt sich mithilfe der Innenwinkel des rechtwinkligen Dreiecks {\displaystyle {E_{10}DM}} mit den Seiten {\displaystyle {\tfrac {a}{2}}={\tfrac {1}{2}}} und {\displaystyle R={\overline {E_{10}F}}={\tfrac {1+{\sqrt {5}}}{2}}} (siehe nächsten Abschnitt Der Goldene Schnitt im Zehneck) nach dem Satz des Pythagoras:
{\displaystyle \sin \left({\frac {\mu }{2}}\right)={\frac {\frac {a}{2}}{R}}={\frac {\frac {1}{2}}{\frac {1+{\sqrt {5}}}{2}}}={\frac {1}{1+{\sqrt {5}}}},}
daraus folgt
{\displaystyle \mu =2\cdot \arcsin \left({\frac {1}{1+{\sqrt {5}}}}\right)=2\cdot 18^{\circ }=36^{\circ }.}

## Der Goldene Schnitt im Zehneck
Sowohl in der Konstruktion bei gegebenem Umkreis als auch in der bei gegebener Seitenlänge ist der Goldene Schnitt mittels äußerer Teilung der maßgebende Baustein.
- In der Konstruktion bei gegebenem Umkreis verlängert der Kreisbogen mit dem Radius |FE3| um den Punkt F den Umkreisradius AM um die Strecke MG. Die somit erzeugte Strecke AG teilt der Mittelpunkt M im Goldenen Schnitt.

{\displaystyle {\frac {\overline {AM}}{\overline {MG}}}={\frac {\overline {AG}}{\overline {AM}}}={\frac {1+{\sqrt {5}}}{2}}=\Phi \approx 1{,}618{\text{.}}}
- In der Konstruktion bei gegebener Seitenlänge[3] bewirkt der Kreisbogen um den Punkt D mit dem Radius |DA| eine Verlängerung der gegebenen Seitenlänge E1E10 um die Strecke E1F, damit ist die Strecke E10F die längere Strecke des Verhältnisses (siehe hierzu die Definition des Goldenen Schnittes).

{\displaystyle {\frac {\overline {E_{1}E_{10}}}{\overline {E_{1}F}}}={\frac {\overline {E_{10}F}}{\overline {E_{1}E_{10}}}}={\frac {R}{a}}={\frac {1+{\sqrt {5}}}{2}}=\Phi \approx 1{,}618{\text{.}}}

## Parkettierung eines Zehnecks mit goldenen Dreiecken
Es gibt zahlreiche Möglichkeiten, ein Zehneck mit Goldenen Dreiecken zu parkettieren. Die folgenden Beispiele zeigen Parkettierungsmöglichkeiten mit Goldenen Dreiecken erster Art (spitzwinklig) und Goldenen Dreiecken zweiter Art (stumpfwinklig).
Links und rechts besteht die Parkettierung aus jeweils 10 Goldenen Dreiecken erster und 10 Goldenen Dreiecken zweiter Art und in der Mitte aus 20 Goldenen Dreiecken erster Art und 10 Goldenen Dreiecken zweiter Art.

## Polyeder mit regelmäßigen Zehnecken
Einige Polyeder haben regelmäßige Zehnecke als Seitenflächen, zum Beispiel der Dodekaederstumpf und das Große Rhombenkuboktaeder. Die genannten Polyeder sind archimedische Körper.

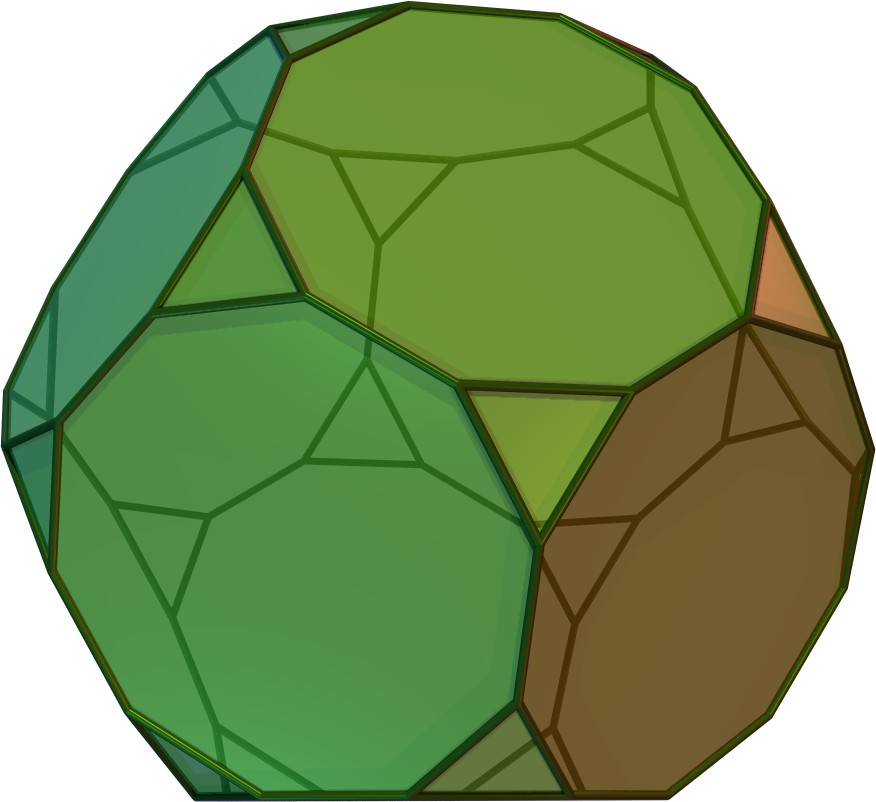
Dodekaederstumpf
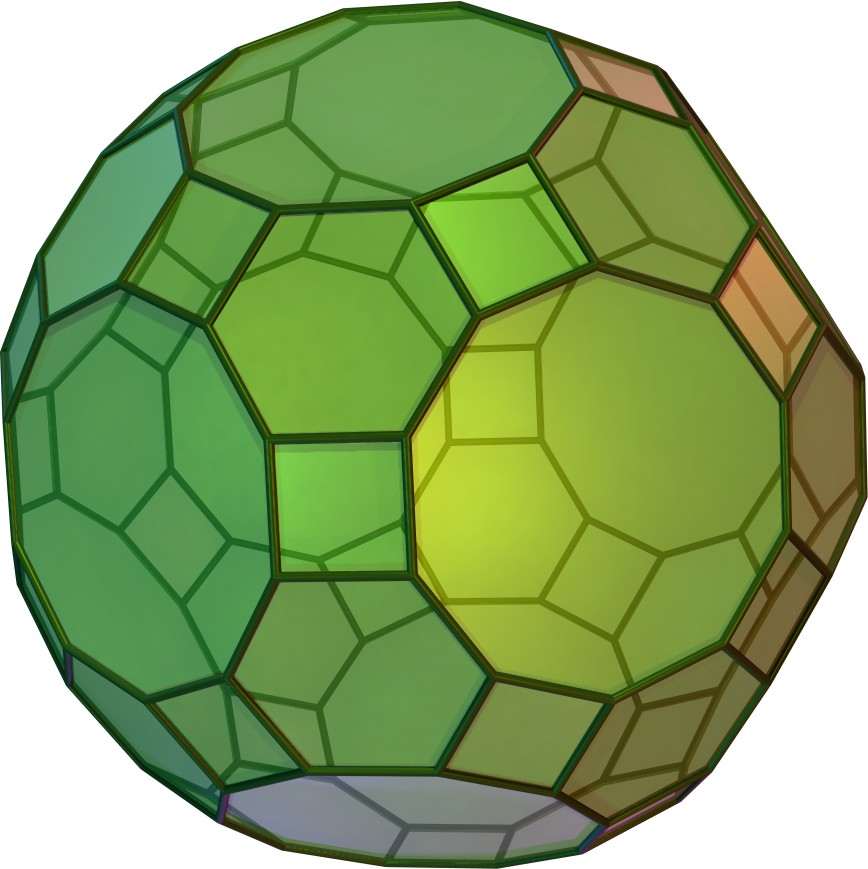
Großes Rhombenikosidodekaeder

## Vorkommen

### Architektur

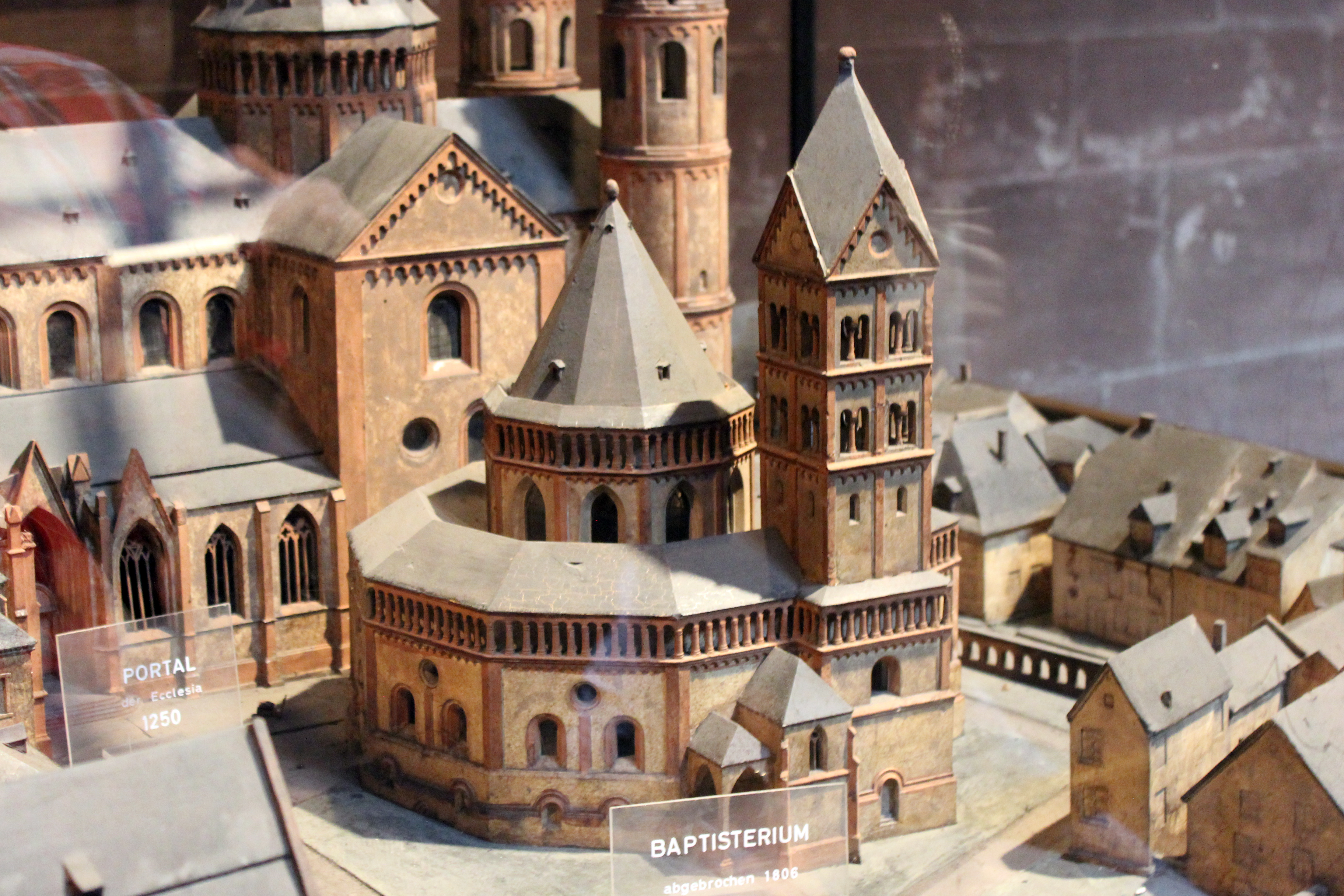
Modell der Johanneskirche in Worms

Das Dekagon der Kirche St. Gereon in Köln, errichtet 1219–1927, hat hingegen zwei unterschiedliche Kantenlängen (die eine achtmal, die andere zweimal) und zwei unterschiedliche Winkel (den einen viermal, den anderen sechsmal), weil es auf einen ovalen antiken Unterbau gestellt wurde.